# Dienstflagge der Bundesbehörden

Dienstflagge der Bundesbehörden (Bundesdienstflagge) der Bundesrepublik Deutschland

Die Dienstflagge der Bundesbehörden (kurz: Bundesdienstflagge) ist eine in Deutschland seit dem 7. Juni 1950 in der durch den Bundespräsidenten erlassenen „Anordnung über die deutschen Flaggen“ (FlaggAO) bestimmte, den deutschen Bundesbehörden vorbehaltene Dienstflagge. Sie zeigt neben den deutschen Nationalfarben den Bundesschild.

## Varianten

### Bundesdienstflagge

Dienstflagge des Bundes in Bannerform

Die Bundesdienstflagge der Bundesrepublik Deutschland hat, gemäß Abschnitt I. Nr. 3 der „Anordnung über die deutschen Flaggen“ vom 13. November 1996, die gleichen Querstreifen wie die Bundesflagge. Darauf, etwas zum Mast hin verschoben, in den schwarzen und den goldfarbenen Streifen je bis zu einem Fünftel übergreifend, den Bundesschild, den Bundesadler zum Mast gewendet. Das Verhältnis der Höhe zur Länge des Flaggentuches ist 3:5. Wird die Bundesdienstflagge in Bannerform verwendet, ist der Bundesschild, den Adler zum schwarzen Streifen hin gewendet, parallel zu den Längsstreifen ausgerichtet, etwas zum Mast verschoben, in den schwarzen und den goldfarbenen Teil je bis zu einem Fünftel übergreifend.
Die Dienstflagge der Bundesbehörden ist gemäß Abschnitt IV Abs. 1 und 2 des Beflaggungserlasses von allen Behörden und Dienststellen des Bundes, sowie von der Deutschen Bundesbank und der Bundesagentur für Arbeit, zu setzen. Die übrigen Körperschaften, Anstalten und Stiftungen des öffentlichen Rechts setzen die Bundesflagge. Zusätzlich kann, wenn die Voraussetzungen gegeben sind, in beiden Fällen die Europaflagge gesetzt werden.
Als Symbol des Bundes wird sie nicht von den Ländern oder Gemeinden verwendet. Diese verwenden die einfache deutsche Bundesflagge.

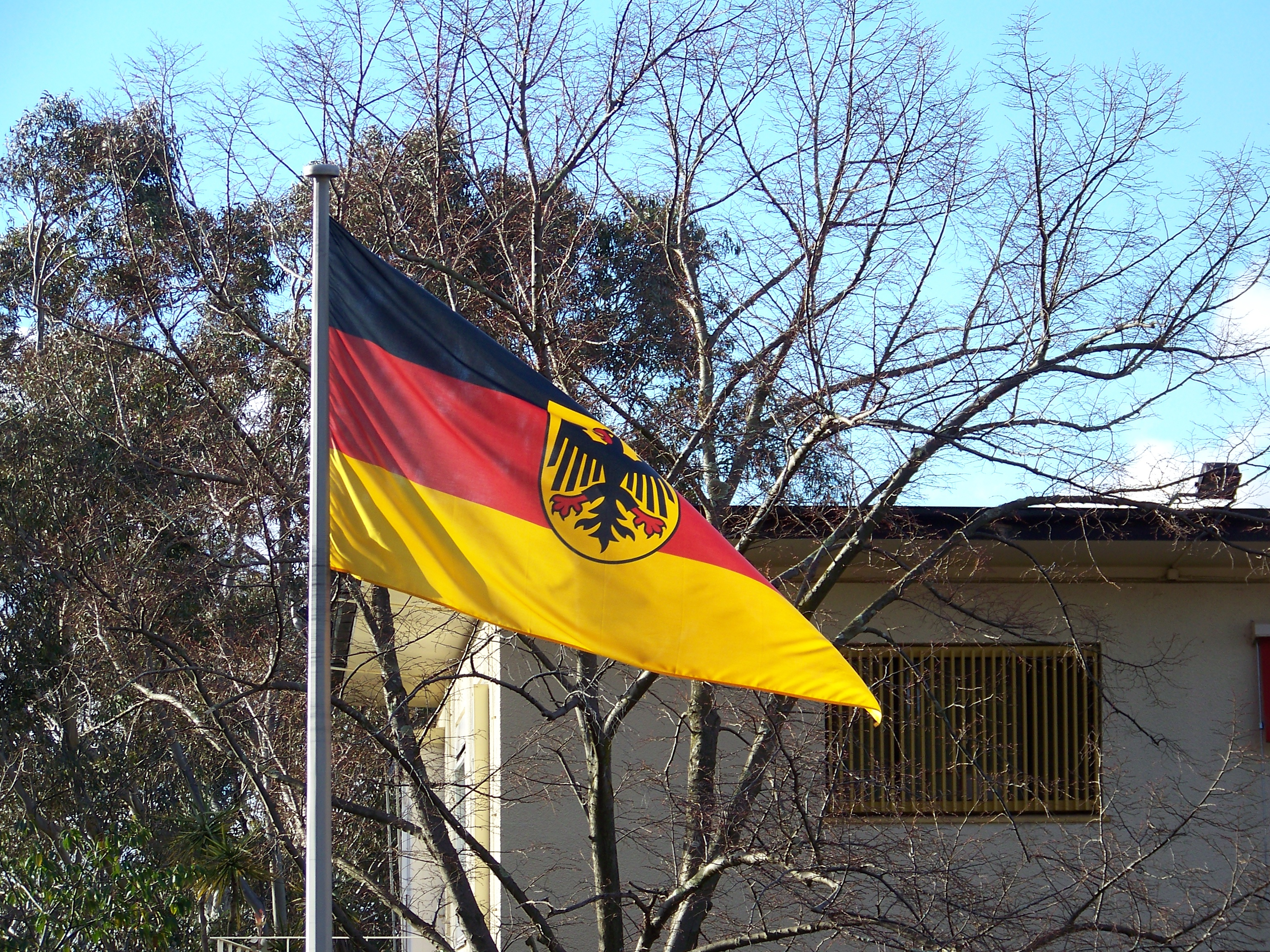
Bundesdienstflagge vor der Deutschen Botschaft in Canberra
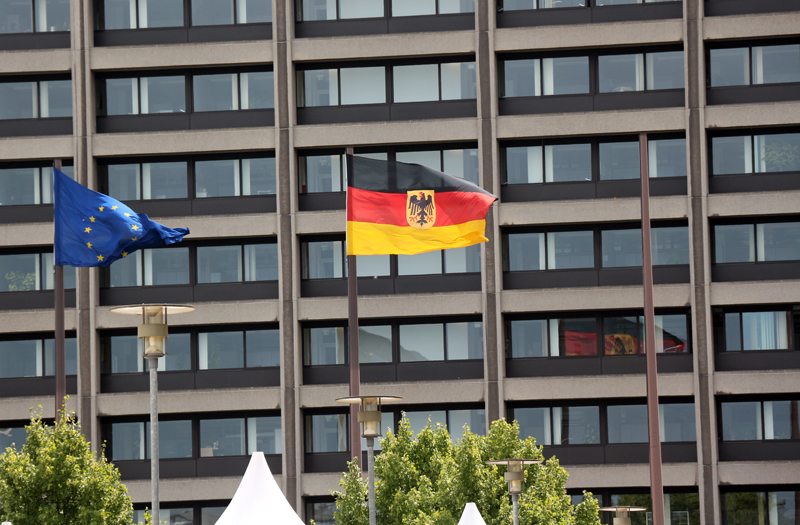
Europaflagge und Bundesdienstflagge
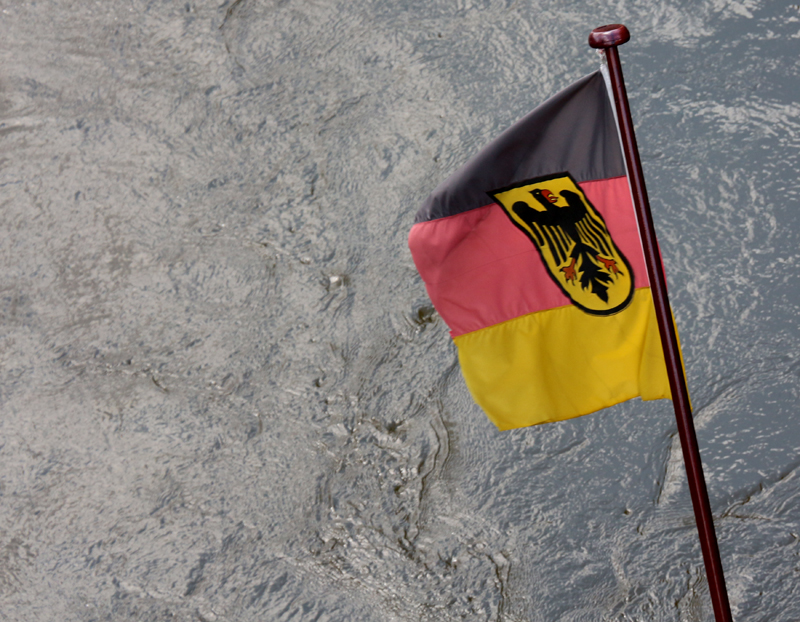
Bundesdienstflagge am Heck eines Strompolizei-Motorbootes

### Bundeswehr

#### Dienstflagge der Seestreitkräfte

Dienstflagge der Seestreitkräfte der Bundesrepublik Deutschland

Als Dienstflagge der Seestreitkräfte der Bundeswehr hat Bundespräsident Theodor Heuss mit Anordnung vom 25. Mai 1956 (BGBl. S. 447) die Bundesdienstflagge in der Form eines Doppelstanders bestimmt. Die der Stange abgewendete Seite der Flagge ist gezackt. Der Scheitel des rechtwinkligen Einschnittes liegt in der Mitte des roten Feldes. Der Abstand des Scheitelpunktes vom Bundesschild ist etwas geringer als der Abstand des Bundesschildes zum Mast.
Auf Kriegsschiffen wird die Dienstflagge der Seestreitkräfte geführt, während die zivil besetzten Hilfsschiffe der Marine die Bundesdienstflagge führen.

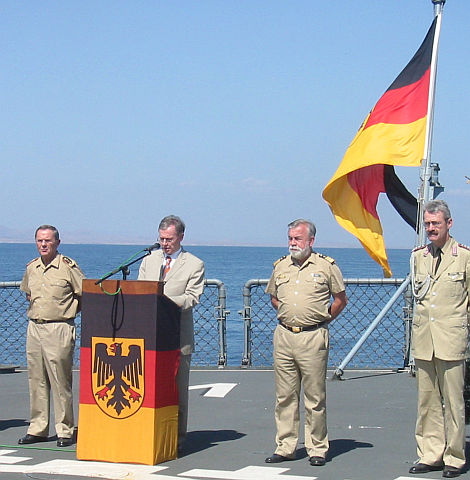
„Dienstflagge der Seestreitkräfte“ am Rednerpult und am Flaggenstock: Ansprache des damaligen Bundespräsidenten Horst Köhler an Bord einer Fregatte der Bundeswehr 2004
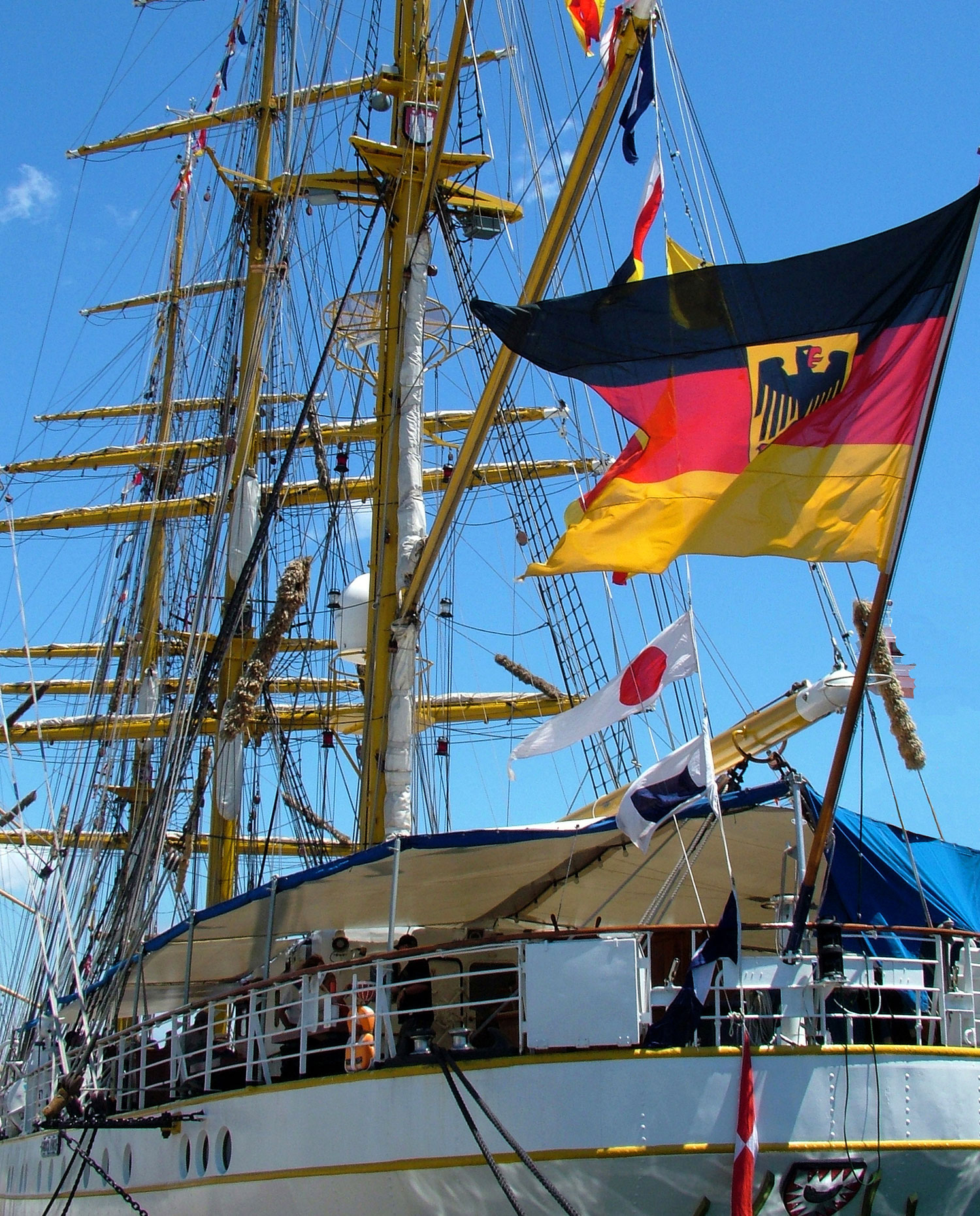
„Dienstflagge der Seestreitkräfte“ an der Gorch Fock
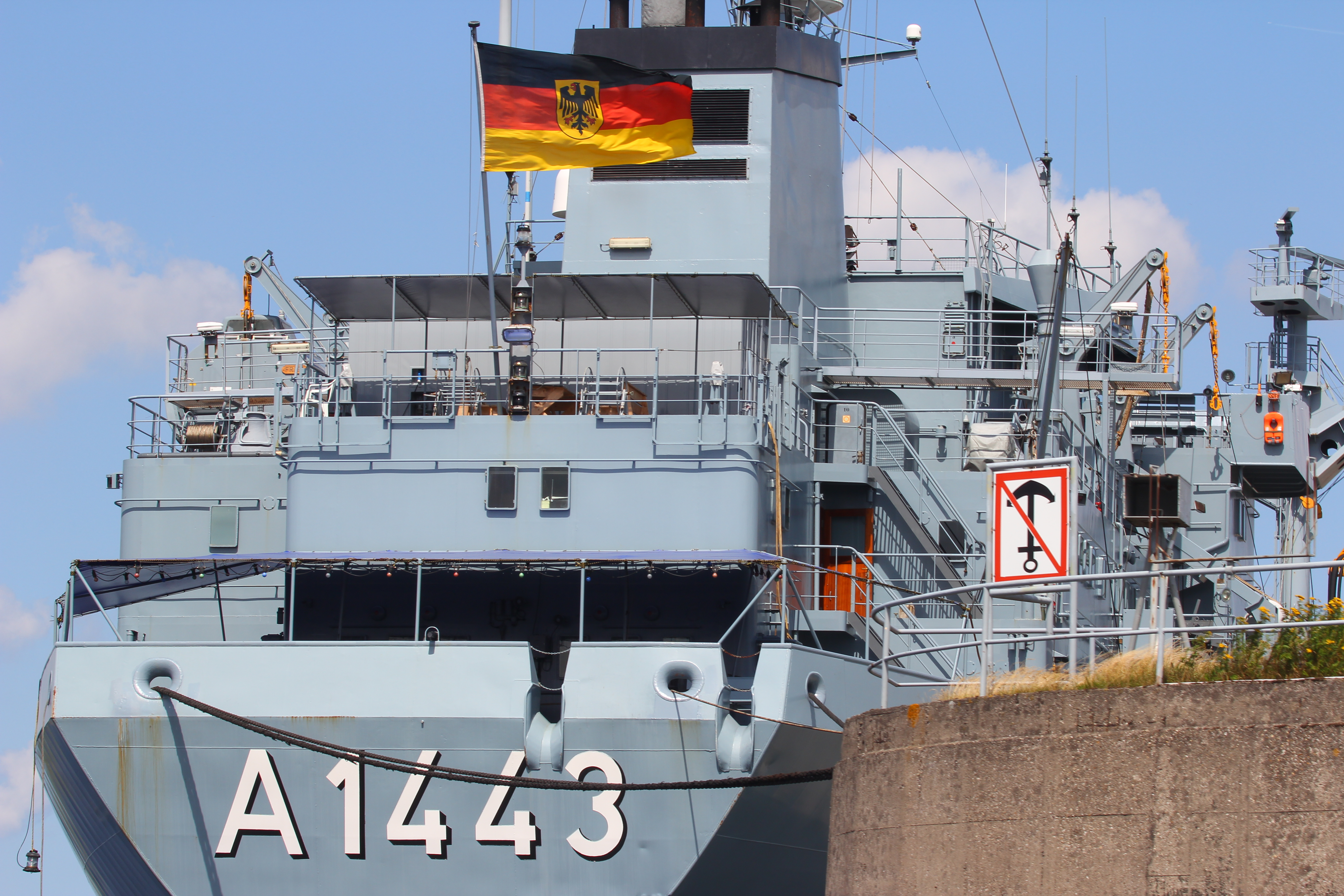
Tanker Rhön mit „Dienstflagge der Bundesbehörden“

#### Truppenfahne der Bundeswehr

Truppenfahne der Bundeswehr

Nachdem die Bundeswehr bei ihrer Gründung zunächst auf ein Kennzeichen verzichtet hatte, stiftete Bundespräsident Heinrich Lübke allen „Bataillonen und entsprechenden Verbänden“ am 18. September 1964 die Truppenfahnen der Bundeswehr als „äußeres Zeichen gemeinsamer Pflichterfüllung für Volk und Staat“. Am 7. Januar 1965 übergab er in Bonn die erste Truppenfahne an das Wachbataillon beim Bundesministerium der Verteidigung.
An ihren Dienstgebäuden hisst die Bundeswehr die Dienstflagge der Bundesbehörden.

### Nutzung als Sargdecke
Die Dienstflagge der Bundesbehörden wird bei Staatsbegräbnissen auch als Sargdecke verwendet.
Das genaue Aussehen ist nicht durch eine Verordnung oder einen Erlass geregelt. Die Dienstflagge soll beim Trauerzeremoniell den Sarg vollständig bedecken, damit (beispielsweise bei einer Aufbahrung auf einem Katafalk) weder der Sarg selbst noch dessen Beschläge zu sehen sind. Häufig misst das besondere Format einer Sargdecke deshalb 220 × 330 cm. Bei dem Auflegen der Sargdecke wird darauf geachtet, dass der schwarze Querstreifen auf Höhe des Kopfes, der rote auf Höhe des Rumpfes und der goldfarbene Querstreifen auf Höhe der Füße des Verstorbenen liegt. Nach der Staatspraxis wird die Bundesdienstflagge auch über den Sarg eines verstorbenen Bundespräsidenten gelegt, und nicht die Standarte.

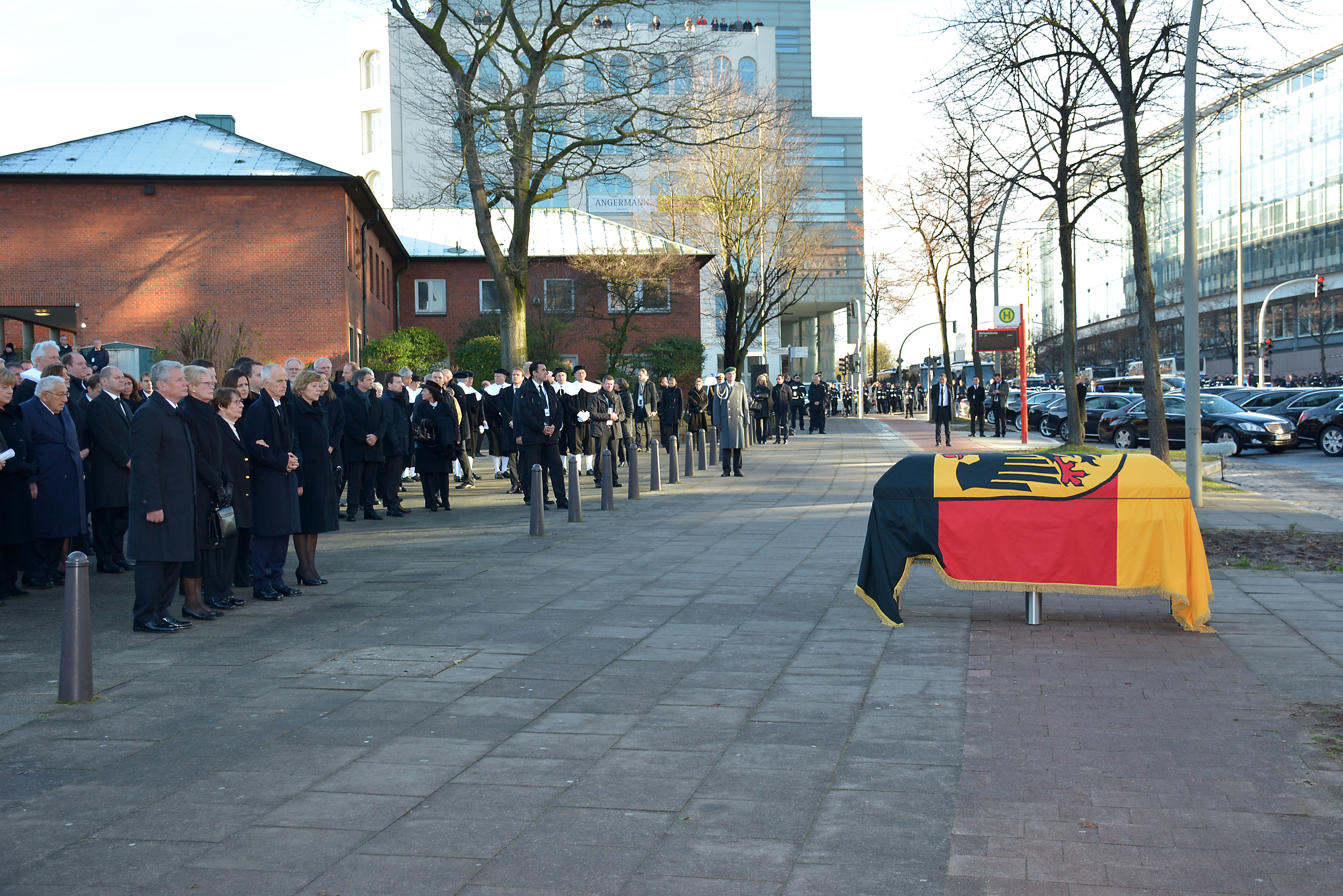
Staatsakt für Helmut Schmidt

### Bundespostflagge (1950 bis 1994)

Dienstflagge der Deutschen Bundespost, 3:5,

Die Bundespostflagge war vom 7. Juni 1950 bis zum 31. Dezember 1994 eine eigenständige Bundesdienstflagge, deren Verwendung ausschließlich der Deutschen Bundespost und dem übergeordneten Bundesministerium erlaubt war.

## „Bundeswappenflagge“

Die „Bundeswappenflagge“ ist keine offizielle Flagge.

Gelegentlich (etwa bei Fans der Fußballnationalmannschaft) sind auch Deutschlandflaggen anzutreffen, die der Bundesdienstflagge sehr ähnlich sehen, allerdings das Bundeswappen anstelle des Bundesschildes enthalten.
Rechtlich gesehen ist die Flagge mit einer Bundesdienstflagge identisch, da die Blasonierung von Bundesschild und Bundeswappen gleich lautet.

## Standarte

Standarte des Bundespräsidenten

Fahrzeug-Stander des Bundeskanzlers und der Präsidenten der anderen Verfassungsorgane des Bundes

Dienstflaggen an Kraftfahrzeugen anderer höherer Repräsentanten des Staates

Der Bundespräsident führt als persönliche Standarte die gleiche Fahne  wie bereits der Reichspräsident in den Jahren 1921 bis 1926. Sie wird an jenem Amtssitz gehisst, an dem sich der Bundespräsident gerade aufhält; in der Regel das Schloss Bellevue.
„Die höchsten Repräsentanten der übrigen Verfassungsorgane des Bundes (der Präsident des Deutschen Bundestages, der Bundeskanzler, der Präsident des Bundesrates und der Präsident des Bundesverfassungsgerichts) führen an Dienstkraftfahrzeugen die Bundesdienstflagge als Stander im Format 30 x 30 cm. Die Vizepräsidenten des Deutschen Bundestages, die Bundesminister, die Vizepräsidenten des Bundesrates und der Vizepräsident des Bundesverfassungsgerichts führen [sie] im Format 25 x 25 cm.“ Botschafter der Bundesrepublik dürfen im Ausland die Bundesdienstflagge im Format 18 × 25 cm am Fahrzeug führen, Konsule in Doppelstanderform (also analog zur Dienstflagge der Seestreitkräfte) in der Größe 15 × 25 cm.

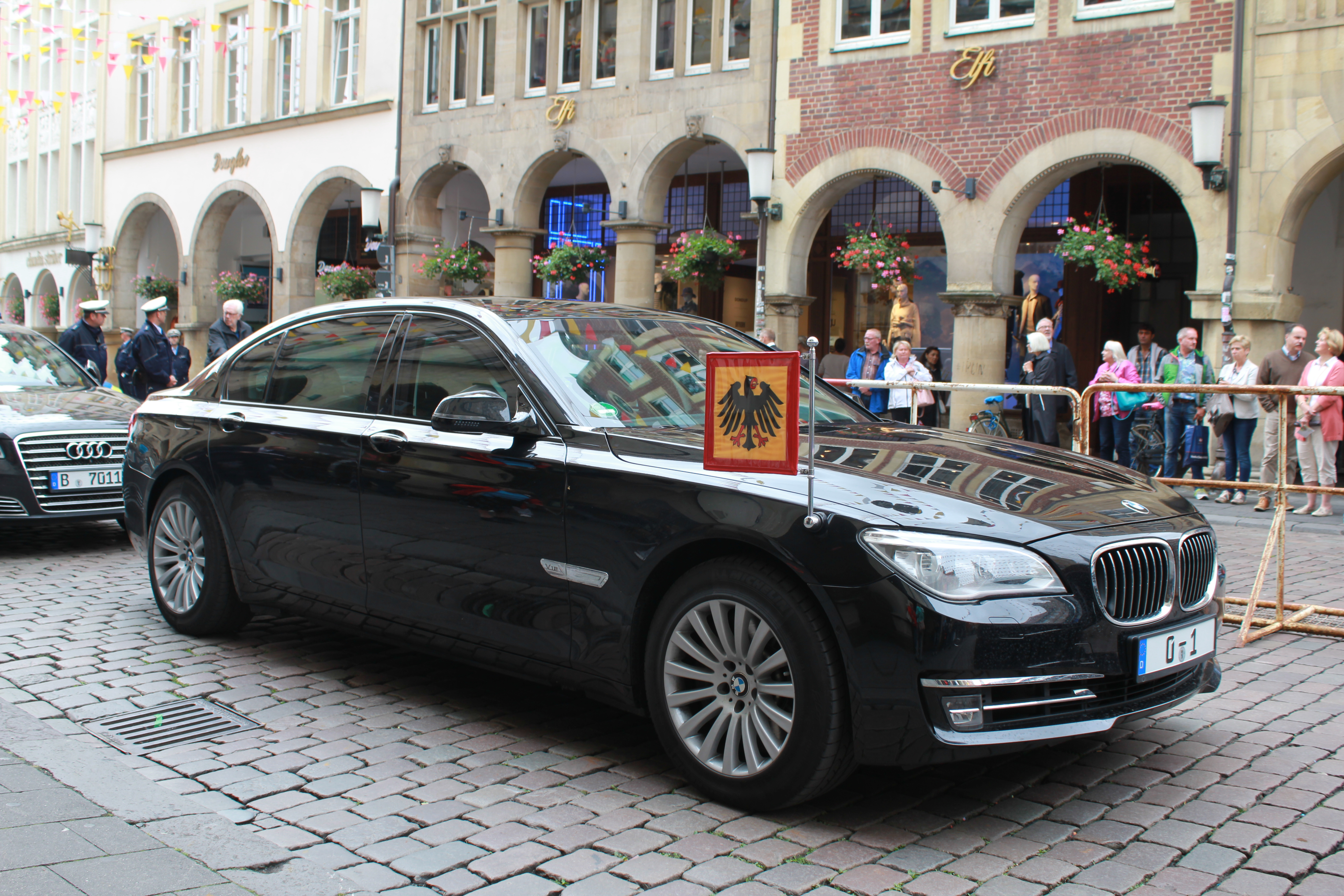
Dienstfahrzeug des Bundespräsidenten
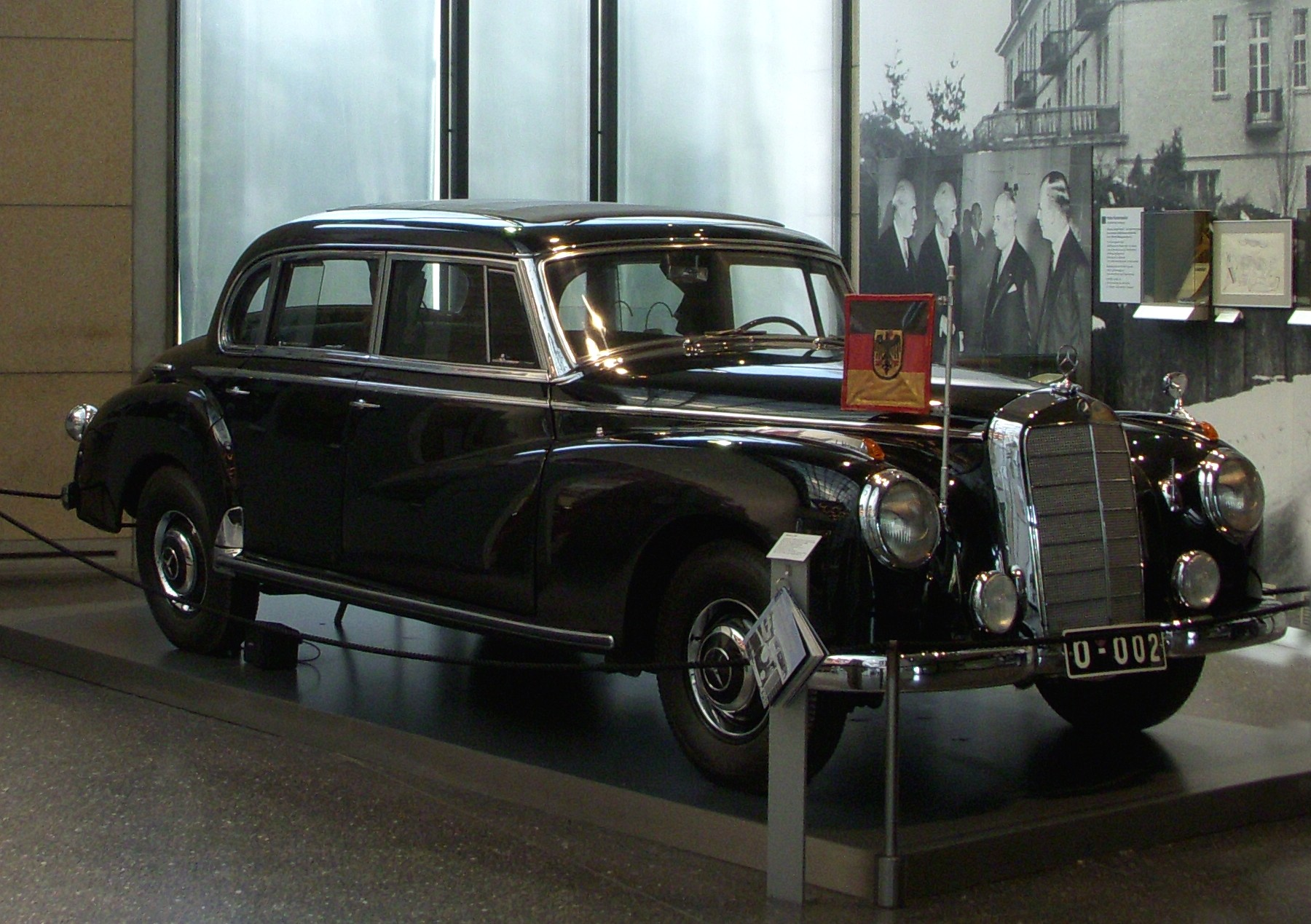
Limousine von Konrad Adenauer

## Rechtlicher Schutz
Die unbefugte Benutzung von Dienstflaggen des Bundes kann als Ordnungswidrigkeit geahndet werden (§ 124 OWiG). Das Gesetz umfasst jede Flagge, welche die deutschen Nationalfarben schwarz, rot und gold, sowie einen Adler zeigt, und auch Flaggen, die ihnen ähnlich sehen. Dadurch soll verhindert werden, dass diese Symbole durch eine missbräuchliche Verwendung entwertet werden. Darüber hinaus soll das Ansehen des Staates geschützt werden. Die Benutzung ist allerdings nicht unbefugt, wenn die zuständige Behörde sie erlaubt hat oder wenn sie als sozialadäquat anzusehen ist. Das ist zum Beispiel der Fall, wenn ausgeschlossen ist, dass durch die Benutzung der Anschein einer amtlichen Verwendung entsteht. Das Zeigen einer Dienstflagge (mit einem Bundeswappen statt des Bundesschildes) durch Fans bei einer Sportveranstaltung kann nach dieser Vorschrift als sozialadäquat angesehen werden.